# Göran Persson (musiker)
Göran Persson, född 13 april 1948 i Lännäs i Örebro län, är en svensk musiker som brukar räknas till proggrörelsen.
Göran Persson är uppvuxen i Mora i Dalarna. När han var fjorton år slutade han skolan och blev springpojke i en järnhandel. 1963 började han spela gitarr och ungefär samtidigt började han på yrkesskolan för att utbilda sig till snickare. När han var klar med utbildningen hösten 1965 blev han snickarlärling, men var arbetslös redan till våren 1966. Hösten 1967 började han på Mora folkhögskola. Han utbildade sig senare även vid Malungs folkhögskola. Under vintern 1970-1971 arbetade han extra som vårdare på Mora lasarett och vid sidan av arbetet började han att skriva låtar. Efterhand kontaktade han MNW som kontrakterade honom.
Han debuterade med albumet Blir jag sen spelkarl 1972. Debuten följdes av Hundliv (1974), varefter han slutade med musiken och fortsatte att arbeta inom äldrevården. Perssons låt "Snälle arbetsförmedlare" från debutplattan spelades in 1977 av Greg FitzPatrick.

## Diskografi
- 1972 – Blir jag sen spelkarl
- 1974 – Hundliv

### Fotnoter
1. 1 2 3  ”Göran Persson”. Progg.se. Arkiverad från originalet den 17 februari 2012. https://web.archive.org/web/20120217041559/http://www.progg.se/band.asp?ID=92. Läst 10 januari 2013.
2. ↑  ”Göran Persson”. Svensk mediedatabas. http://smdb.kb.se/catalog/search?q=G%C3%B6ran+Persson+MNW&sort=OLDEST. Läst 10 januari 2013.